# Lonchocarpus lasiotropis
Lonchocarpus lasiotropis är en ärtväxtart som beskrevs av Frederick Joseph Hermann. Lonchocarpus lasiotropis ingår i släktet Lonchocarpus och familjen ärtväxter. Inga underarter finns listade i Catalogue of Life.